# 本行寺 (台東区)
本行寺（ほんぎょうじ）は、東京都台東区にある真宗高田派の寺院。

## 歴史
1616年（元和2年）、山中泰巌によって開山された。隣の称念寺の塔頭であった。
1742年（寛保元年）、本山専修寺より「累徳院」の院号が授与された。
1923年（大正12年）の関東大震災や1945年（昭和20年）の空襲で伽藍・寺宝をすべて焼失した。1979年（昭和44年）に本堂・庫裡を再建した。

## 交通アクセス
- 新御徒町駅より徒歩5分（経路案内）。